# Coupe d'Algérie de football 1981-1982
Navigation
Coupe d'Algérie
1980-1981 Coupe d'Algérie
1982-1983
La Coupe d'Algérie de football 1981-1982 voit le sacre du DNC Alger, qui bat le MA Hussein Dey en finale.
C'est la 1re Coupe d'Algérie remportée par le DNC Alger et c'est la 4e fois que le NA Hussein Dey atteint la finale de cette compétition.

## Soixante-quatrièmes de finale
Avant Dernier tour régional
| Ligue de l'Ouest (// à 14h 30) |                             |   |     |  |  |  |
| 1                              | WM Tlemcen (D2)             | - | n.c |  |  |  |
| 2                              | IRB Mohamadia (D3)          | - | n.c |  |  |  |
| 3                              | NB Es Senia (D3)            | - | n.c |  |  |  |
| 4                              | SNS Oran (D3)               | - | n.c |  |  |  |
| 5                              | CCB Sig (D2)                | - | n.c |  |  |  |
| 6                              | MB Saida (D2)               | - | n.c |  |  |  |
| 7                              | JCM Tiaret (D2)             | - | n.c |  |  |  |
| 8                              | ESOM Mostaganem (D2)        | - | n.c |  |  |  |
| 9                              | JRB El Bayadh (D?)          | - | n.c |  |  |  |
| 10                             | CRB Mecheria (D3)           | - | n.c |  |  |  |
| Ligue du Centre (// à 14h 30)  |                             |   |     |  |  |  |
| 1                              | NRB Azazga (D3)             | - | n.c |  |  |  |
| 2                              | IR Tidjara (D2)             | - | n.c |  |  |  |
| 3                              | IR Saha (D2)                | - | n.c |  |  |  |
| 4                              | ARB Arba (D2)               | - | n.c |  |  |  |
| 5                              | OM Médéa (D2)               | - | n.c |  |  |  |
| 6                              | WA Rouiba (D3)              | - | n.c |  |  |  |
| 7                              | MB Tablat (D3)              | - | n.c |  |  |  |
| 8                              | WR Bordj Menail (D2)        | - | n.c |  |  |  |
| 9                              | IRB Lakhdaria (D3)          | - | n.c |  |  |  |
| 10                             | WA Boufarik (D2)            | - | n.c |  |  |  |
| 11                             | WR SNIB Khemis Miliana (D?) | - | n.c |  |  |  |
| 12                             | NRB Tizi Ouzou (D3)         | - | n.c |  |  |  |
| Ligue de l'Est(// à 14h 30)    |                             |   |     |  |  |  |
| 1                              | CM Constantine (D2)         | - | n.c |  |  |  |
| 2                              | NAR Sétif (D3)              | - | n.c |  |  |  |
| 3                              | ESM Guelma (D2)             | - | n.c |  |  |  |
| 4                              | ISM Ain Beida (D3)          | - | n.c |  |  |  |
| 5                              | HB Chelghoum Laïd (D3)      | - | n.c |  |  |  |
| 6                              | USM Khenchela (D2)          | - | n.c |  |  |  |
| 7                              | JS Djijel (D2)              | - | n.c |  |  |  |
| 8                              | AM Ain M'lila (D2)          | - | n.c |  |  |  |
| 9                              | MB Bejaia (D3)              | - | n.c |  |  |  |
| 10                             | n.c                         | - | n.c |  |  |  |

## Trente deuxième de finale
Dernier tour régional
Les matchs du dernier tour régional se sont joués le ...
| Ligue de l'Ouest |                             |               |                      |  |  |                                 |
| 1                | NB Es Senia (D3)            | 0-0 t.a.b 4-3 | IRB Mohamadia (D3)   |  |  | Stade Kerbouci Menaouer / Arzew |
| 2                | WM Tlemcen (D2)             | 0 - 0         | SNS Oran (D3)        |  |  |                                 |
| 3                | CCB Sig (D2)                | 3 - 2         | MB Saida (D2)        |  |  |                                 |
| 4                | JCM Tiaret (D2)             | 2 - 1         | ESOM Mostaganem (D2) |  |  |                                 |
| 5                | JRB El Bayadh (D?)          | 3 - 2         | CRB Mecheria (D3)    |  |  |                                 |
| Ligue du Centre  |                             |               |                      |  |  |                                 |
| 1                | NRB Azazga (D3)             | 0 - 0         | IR Tidjara (D2)      |  |  |                                 |
| 2                | IR Saha (Alger) (D2)        | 2 - 2         | ARB Arba (D2)        |  |  |                                 |
| 3                | O Médéa (D2)                | 0 - 0         | WA Rouiba (D3)       |  |  |                                 |
| 4                | MB Tablat (D3)              | 1 - 0         | WR Bordj Menail (D2) |  |  |                                 |
| 5                | IRB Lakhdaria (D3)          | 2 - 1         | WA Boufarik (D2)     |  |  |                                 |
| 6                | WR SNIB Khemis Miliana (D?) | 4 - 0         | NRB Tizi Ouzou (D3)  |  |  |                                 |
| Ligue de l'Est   |                             |               |                      |  |  |                                 |
| 1                | CM Constantine (D2)         | 2 - 1         | NAR Sétif (D3)       |  |  |                                 |
| 2                | ESM Guelma (D2)             | 2 - 0         | ISM Ain Beida (D3)   |  |  |                                 |
| 3                | HB Chelghoum Laïd (D3)      | /-/           | USM Khenchela (D2)   |  |  |                                 |
| 4                | JS Djijel (D2)              | 2 - 0         | AM Ain M'lila (D2)   |  |  |                                 |
| 5                | MB Bejaia (D3)              | -             | ... (D?)             |  |  |                                 |

## Seizièmes de finale
Les matchs des seizièmes de finale se sont joués 29 janvier 1982 (56 buts en 16 matches)
- Entrée en lice des clubs de 1er division

| #  | Club 1              | Résultat | Club 2                      | Buteurs | Date            | Stade                                   |
| -- | ------------------- | -------- | --------------------------- | ------- | --------------- | --------------------------------------- |
| 1  | NRB Azzazga         | 0-3      | MP Alger (D1)               |         | 28 janvier 1982 | Stade 1 novembre 1954 (Tizi-Ouzou)      |
| 2  | MP Oran (D1)        | 3 - 1    | WR SNIB Khemis Miliana (D?) |         | 29 janvier 1982 |                                         |
| 3  | GCR Mascara (D1)    | 3 - 1    | MO Béjaïa                   |         | 29 janvier 1982 | Stade Mohamadia (Alger)                 |
| 4  | USM El Harrach (D1) | 1 - 1    | O Médéa (D2)                | t.a.b   | 29 janvier 1982 | Stade de Blida                          |
| 5  | NB Es Senia         | 0-2      | JE Tizi Ouzou (D1)          |         | 29 janvier 1982 | Stade du 24 février 1956 Sidi Bel Abbès |
| 6  | RS Kouba (D1)       | 3 - 0    | MB Tablat                   |         | 29 janvier 1982 | Stade du 20 août 1956 (Alger)           |
| 7  | CS DNC Alger (D1)   | 1 - 0    | ES Guelma (D2)              |         | 29 janvier 1982 | Stade du 8 mai 1945 (Sétif)             |
| 8  | USK Alger (D1)      | 4 - 0    | IRB Lakhdaria               |         | 29 janvier 1982 | Stade 1 novembre 1954 (Tizi-Ouzou)      |
| 9  | Chlef SO (D1)       | 2 - 1    | AS Khroub (D2)              |         | 29 janvier 1982 |                                         |
| 10 | EP Sétif (D1)       | 2 - 1    | US Santé (D2)               |         | 29 janvier 1982 | Stade 1 novembre 1954 (Tizi-Ouzou)      |
| 11 | MA Hussein Dey (D1) | 2 - 1    | WM Tlemcen (D2)             |         | 29 janvier 1982 | Stade 19 juin 1965 /Zabana (Oran)       |
| 12 | CM Constantine (D2) | 6 - 0    | ESM Bel-Abbès (D1)          |         | 29 janvier 1982 | Stade du 5 juillet 1962 (Alger)         |
| 13 | JRB El Bayadh (D?)  | 2-3      | CM Belcourt (D1)            |         | 29 janvier 1982 | Stade de Saida                          |
| 14 | WKF Collo (D1)      | 3 - 0    | CC Sig (D2)                 |         | 29 janvier 1982 | Stade du 20 août 1956 (Alger)           |
| 15 | ISM Aïn Béïda (D1)  | 3 - 1    | JS Djijel (D2)              |         | 29 janvier 1982 | Stade du 17 juin (Constantine)          |
| 16 | JSM Tiaret (D2)     | 1 - 1    | ASC Oran (D1)               | t.a.b   | 29 janvier 1982 | Stade de Mascara                        |

## Huitièmes de finale
Les matchs des huitièmes de finale se sont joués le 26 février 1982
| # | Club 1              | Résultat | Club 2             | Buteurs | Date | Stade                               |
| - | ------------------- | -------- | ------------------ | ------- | ---- | ----------------------------------- |
| 1 | MP Alger (D1)       | 1 - 0    | Chlef SO (D1)      |         |      | Stade des frères Brakni - Blida     |
| 2 | GCR Mascara (D1)    | 1 - 0    | JE Tizi Ouzou (D1) |         |      | Stade 19 juin 1965 - Oran           |
| 3 | MA Hussein Dey (D1) | 2 - 1    | EP Sétif (D1)      |         |      | Stade 1er novembre 1954, Tizi-Ouzou |
| 4 | RS Kouba (D1)       | 2 - 1    | CM Belcourt (D1)   |         |      |                                     |
| 5 | USK Alger (D1)      | 1 - 1    | MP Oran (D1)       | (tab)   |      |                                     |
| 6 | CM Constantine (D2) | 2 - 0    | WKF Collo (D1)     |         |      |                                     |
| 7 | USM El Harrach (D1) | 2 - 1    | JSM Tiaret (D2)    |         |      |                                     |
| 8 | CS DNC Alger (D1)   | 0 - 0    | ISM Aïn Béïda (D1) | (t.a.b) |      |                                     |

## Quarts de finale
Les matchs des quarts de finale se sont joués le 26 mars 1982.
| # | Club 1         | Résultat        | Club 2         | Buteurs                                                                                        | Date | Stade                          |
| - | -------------- | --------------- | -------------- | ---------------------------------------------------------------------------------------------- | ---- | ------------------------------ |
| 1 | MP Alger       | 4 - 4 (3-0 tab) | USK Alger      | Bousri 29e 77e, Bellemou 30e, Mahiouz 104e / Boutamine 9e 82e, Guedioura 79e, Ali Messaoud 91e |      | Stade du 5-Juillet-1962, Alger |
| 2 | CS DNC Alger   | 0 - 0 (3-1 tab) | USM El Harrach |                                                                                                |      | Stade du 20-Août-1955, Alger   |
| 3 | GCR Mascara    | 1 - 2           | MA Hussein Dey | Belloumi /Aït El Hocine , Madjer                                                               |      | Stade du 19-Juin-1965, Oran    |
| 4 | CM Constantine | 1 - 2           | RS Kouba       |                                                                                                |      | Stade du 8-Mai-1945, Sétif     |

## Demi-finales
Les matchs des demi-finales se sont joués le 21 mai 1982.
| # | Club 1         | Résultat        | Club 2   | Buteurs                                                | Date        | Stade                          |
| - | -------------- | --------------- | -------- | ------------------------------------------------------ | ----------- | ------------------------------ |
| 1 | CS DNC Alger   | 3 - 1           | MP Alger | Demdoum 30e Aliouane 82e Kheloufi 90e · / El Aouda 79e | 21 mai 1982 | Stade du 5-Juillet-1962, Alger |
| 2 | MA Hussein Dey | 1 - 1 (?-? tab) | RS Kouba |                                                        |             | Stade du 5-Juillet-1962, Alger |

## Finale
| Entraîneur :      |
| Mokrane Oualikane |

| Entraîneur :       |
| Abdelkader Bahmane |

| Entraîneur :      |
| Mokrane Oualikane |

| Entraîneur :       |
| Abdelkader Bahmane |

| |  |  |  |
| \| Coupe d'Algérie de Football Vainqueur 1982 \| \| ------------------------------------------ \| \| CS DNC Alger 1re titre \| |  |  |  |
| Coupe d'Algérie de Football Vainqueur 1982                                                                                     |  |  |  |
| CS DNC Alger 1re titre |  |  |  |